# Аазаз
Аазаз (араб. أعزاز) — невелике місто в Сирії, розташоване на відстані 63 км від Алеппо. Найпримітніше тим, що 11 червня 1125 року в ньому відбулася битва при Аазазі між хрестоносцями і сельджуками.